# Tjörfafell
Tjörfafell är ett berg i republiken Island. Det ligger i regionen Suðurland, 140 km öster om huvudstaden Reykjavík. Toppen på Tjörfafell är 660 meter över havet.
Trakten runt Tjörfafell är nära nog obefolkad, med mindre än två invånare per kvadratkilometer. Det finns inga samhällen i närheten. Trakten runt Tjörfafell består i huvudsak av gräsmarker.